# Bregnemos-familien
Bregnemos-familien (Thuidiaceae) er en familie blandt Bladmosserne, som rummer henved 30 arter, der er udbredt i de tempererede, subtropiske og tropiske egne af kloden, hvor de vokser på stammer, klipper og jord. Planterne er meget regelmæssigt enkelt til tredobbet fjerdelte og meget dekorative. Småbladene er bredt trekantede med runde celler og ofte også med vorteagtige udvækster. Bladene på hovedskuddet er tydeligt større end dem på sideskuddene. Man finder næsten altid bladagtige, oft forgrenede udvækster mellem de egentlige blade. Sporekapslerne er krumme. Ud over den normale sporeformering kan planterne formere sig vegetativt ved rodslående stængler. Her beskrives kun de slægter, der er repræsenteret ved arter, som vokser i Danmark.
| Beskrevne slægter |

- Abietinella
- Boulaya
- Bregnemos (Thuidium)
- Cyrto-hypnum
- Fauriella
- Inouethuidium
- Pelekium
- Rauiella
- Thuidiopsis

| Andre slægter |

| - Actinothuidium - Aequatoriella - Anomodon - Bryochenea - Bryohaplocladium - Bryonoguchia - Claopodium - Echinophyllum - Garysmithia - Haplohymenium - Helodium | - Herpetineuron - Heterocladium - Hylocomiopsis - Leptocladium - Leptopterigynandrum - Miyabea - Orthothuidium - Ptychodium - Rauia - Tetracladium |

Note
1. ↑  Zipcodezoo: Thuidiaceae (engelsk)